# Basket Music
Basket Music (The Fish That Saved Pittsburgh) è un film del 1979 diretto da Gilbert Moses, semiseria storia ambientata nel mondo del basket.

## Trama
Il film racconta di una squadra di professionisti sull'orlo del fallimento. Seguendo i consigli di una chiromante, il team verrà composto da giocatori tutti nati sotto il segno dei pesci.

## Produzione
Tra gli attori vi sono Meadowlark Lemon (stella degli Harlem Globetrotters) e giocatori NBA. Si annoverano i celeberrimi  Julius Erving e Kareem Abdul-Jabbar. Nella squadra di professionisti figura anche Norm Nixon, che durante le riprese conobbe Debbie Allen, futura stella di Fame e Grey's Anatomy, e moglie.
Un ruolo lo interpreta Branscombe Richmond, divenuto poi famoso con la serie Renegade.
Il ruolo della chiromante è ricoperto da Stockard Channing, fresca del successo di Grease.

## Distribuzione
Se pur non vi è traccia nel web del film tradotto in italiano, la pellicola è stata regolarmente doppiata e trasmessa nei primi anni 80 su alcune emittenti private. Il titolo era La febbre dei pesci.
Nel 1981 film è comunque uscito in home video in Italia nei formati VHS, Betamaxe Video2000 per l'etichetta pratese CVR e con il titolo Basket Music.